# Meionemertes polygonimos
Meionemertes polygonimos är en djurart som tillhör fylumet slemmaskar, och som beskrevs av Gibson 1986. Meionemertes polygonimos ingår i släktet Meionemertes och familjen Tetrastemmatidae.
Artens utbredningsområde är havet kring Nya Zeeland. Inga underarter finns listade i Catalogue of Life.